# سون (رود)
سون (به فرانسوی: Saône) [soːn] رودی در کشور فرانسه است.
این رود که از کمون ویومنیل سرچشمه میگیرد پس از طی ۴۷۳ کیلومتر در شهر لیون به رود رون میریزد و دارای سه بخش است سون بالادست، سون پایین دست و سون بزرگ.

## نگارخانه

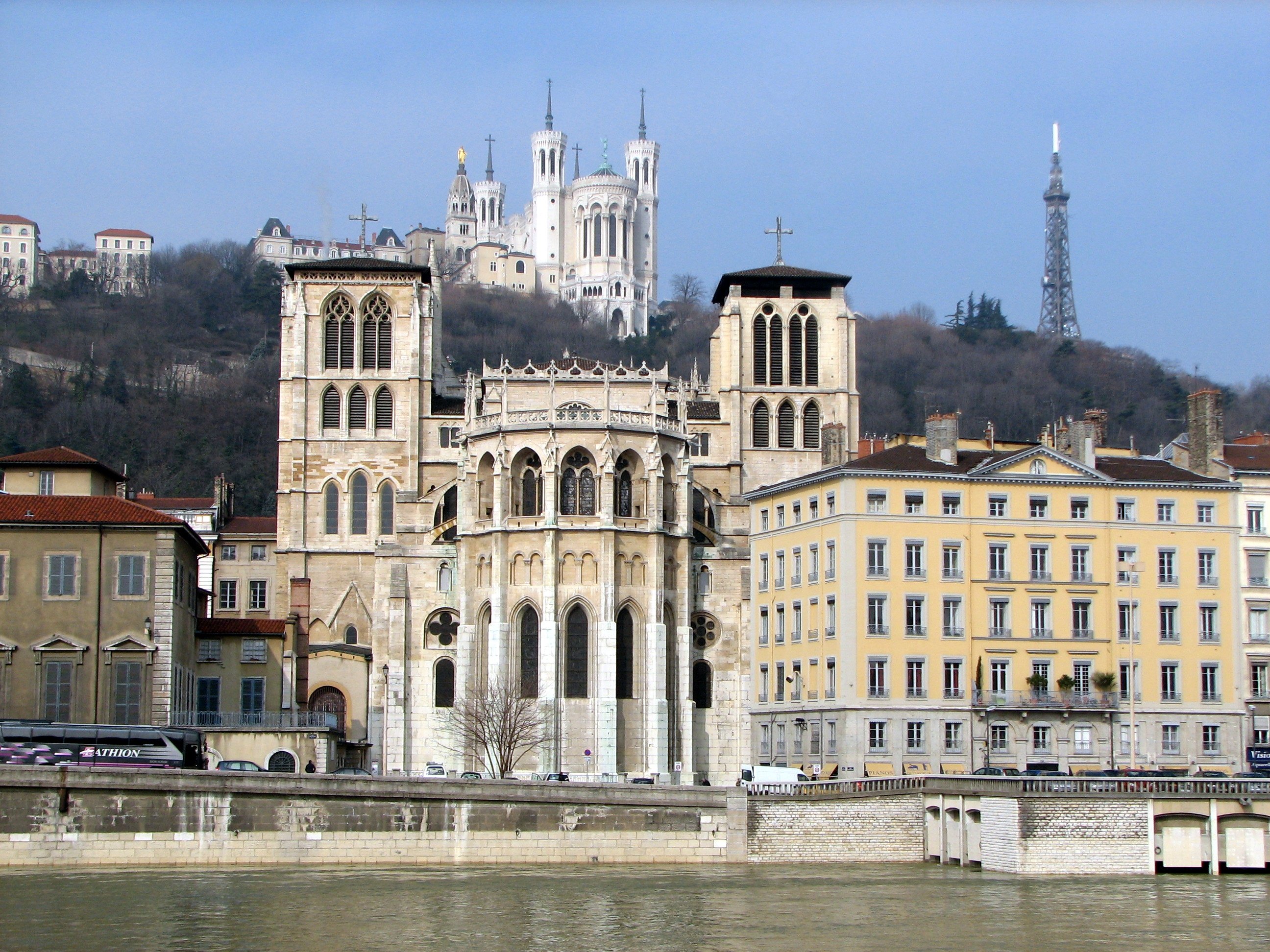
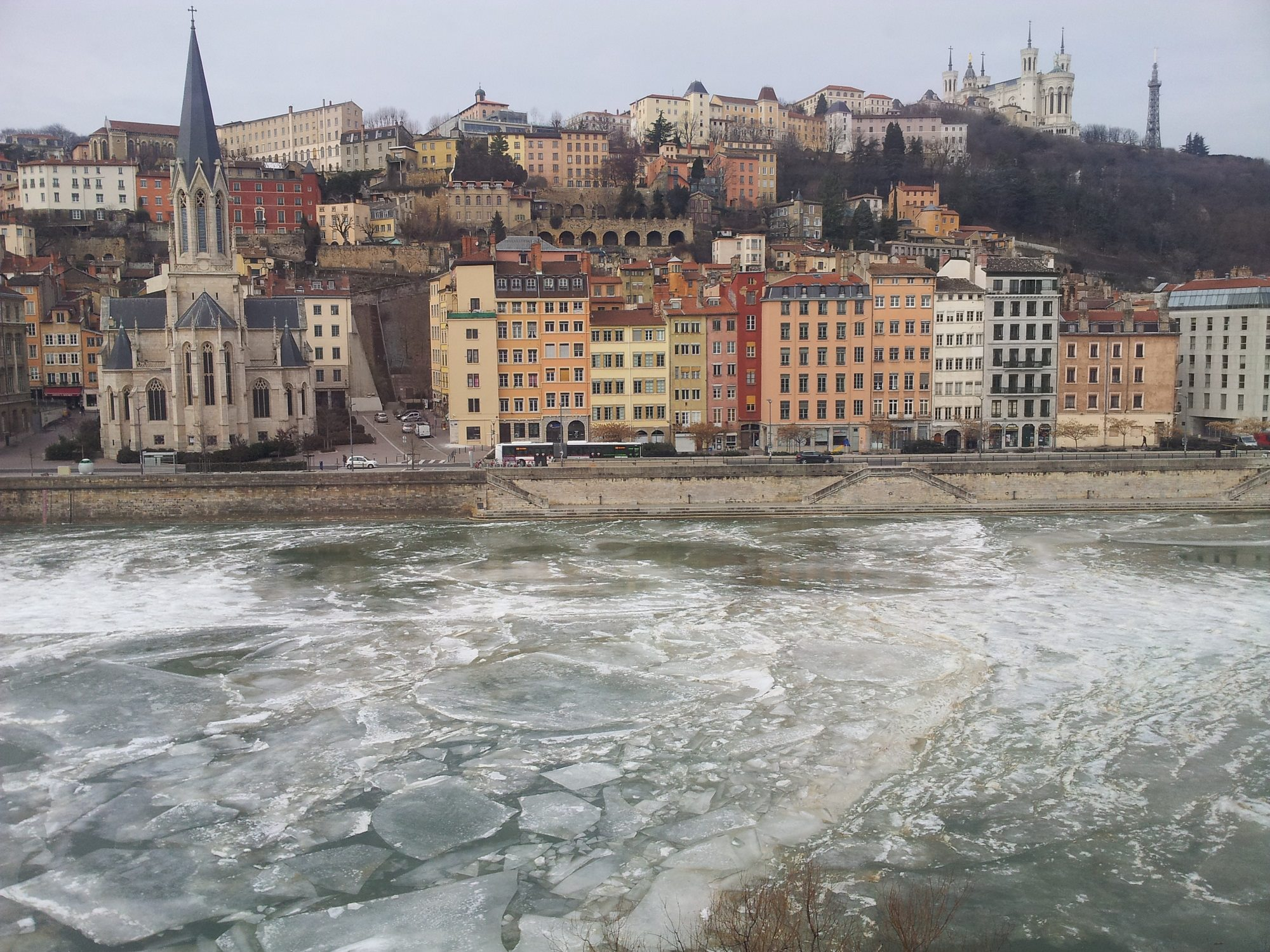
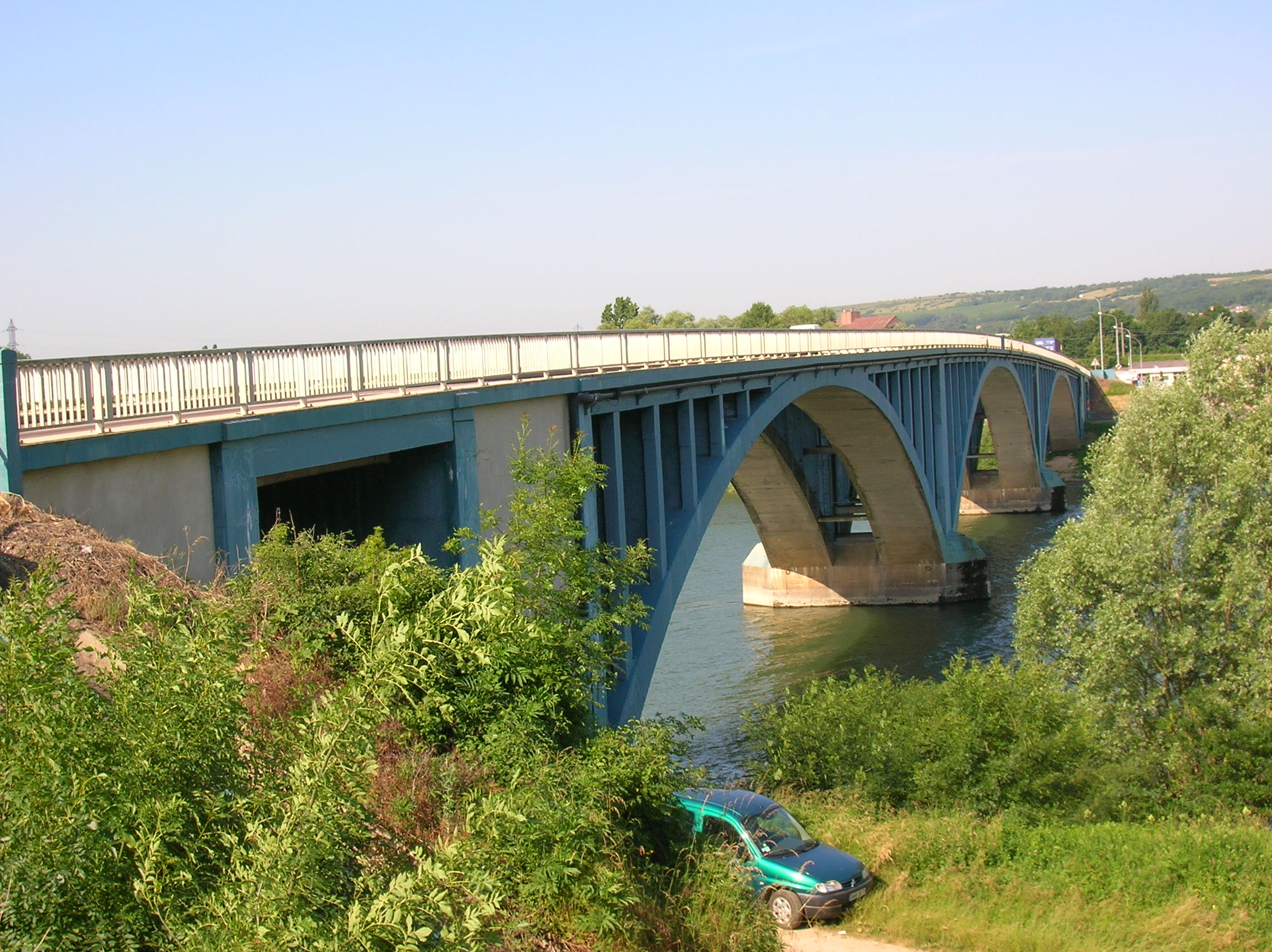
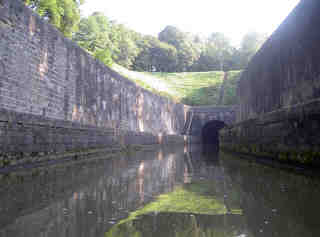
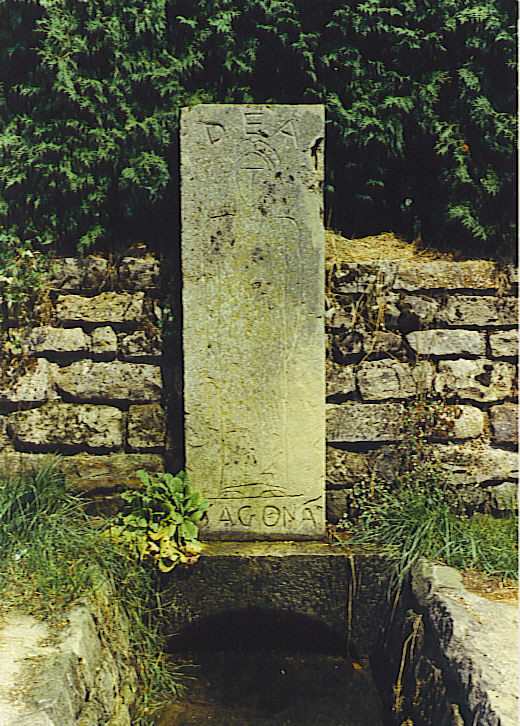
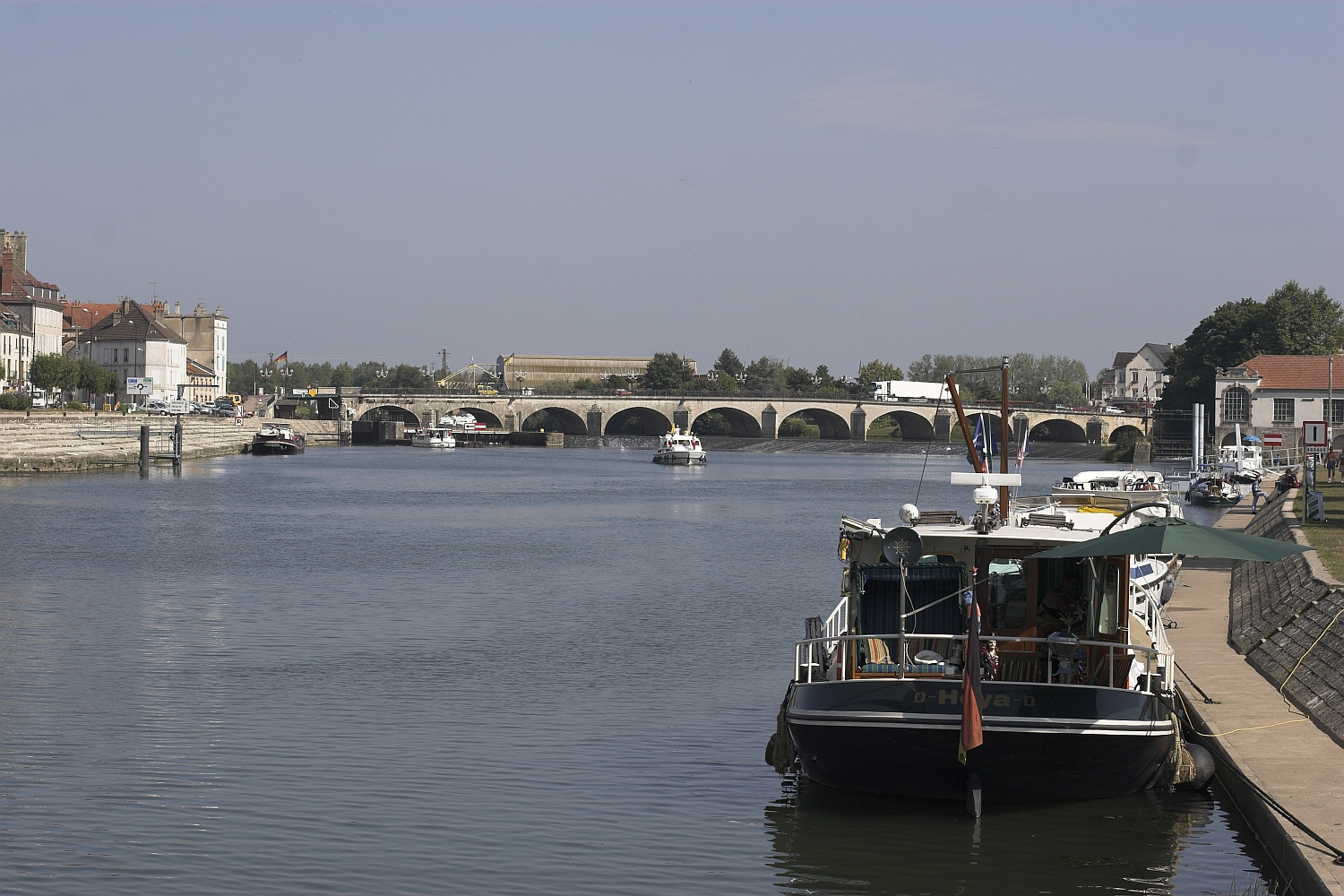
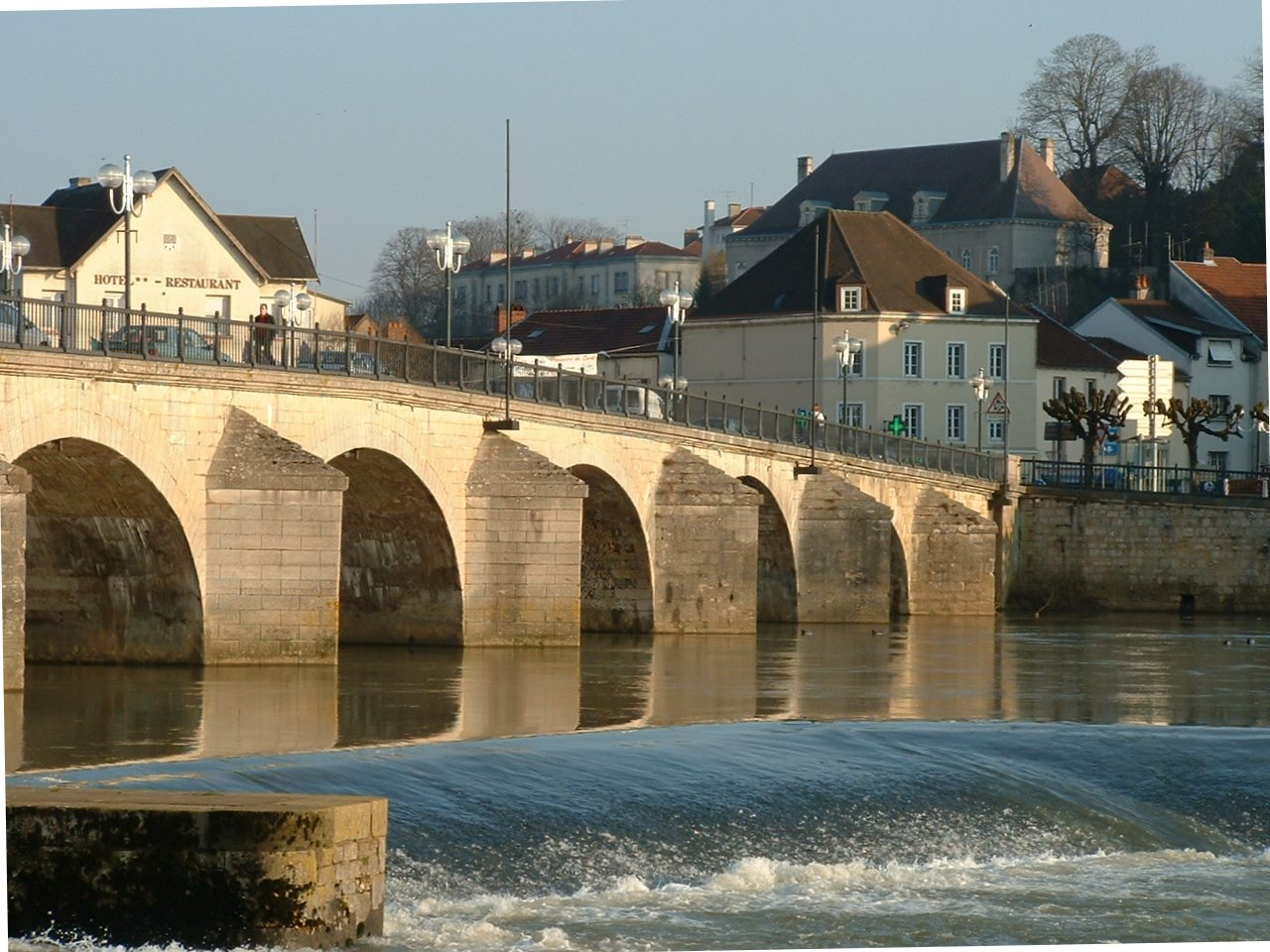